# Heinrich Schliemann
Heinrich Schliemann, celým jménem Johann Ludwig Heinrich Julius Schliemann (6. ledna 1822, Neubukow – 26. prosince 1890, Neapol), byl německý podnikatel, obchodník a amatérský archeolog. Pátral na severozápadě Malé Asie a podle popisů krajiny v Homérově eposu Ilias (Iliada) nalezl legendární město Trója a později i Mykény. Při exkavaci Tróji zničil nebo významně poškodil několik jejích vrstev a historické artefakty v nich uložené, včetně vrstvy, která je dnes považovaná za skutečnou Homérovu Tróju.

## Život

### Dětství
Jeho otec, chudý evangelický pastor, v něm vymyšlenými příběhy probudil víru v reálný základ vyprávění a popisů v Homérových eposech a také touhu jednou nalézt bájnou Tróju. Po smrti Heinrichovy matky (zemřela po porodu devátého dítěte) ho již vychovával jen on, ale začal pít, a tak celá početná rodina žila v chudobě. Otec poslal syna ke svému bratrovi, který byl farářem v Kalkhorstu.  Od roku 1833 do roku 1836 chodil Schliemann do základní školy v Neusterlitzu. Do roku 1841 pak pracoval v obchodě se smíšeným zbožím ve městě Fürstenberg. Potom odešel do Hamburku, odkud se chtěl dostat do Ameriky. Loď, která plula  do Venezuely, ale ztroskotala a  Schliemann se v záchranném člunu dostal na pobřeží Holandska. 

### Úspěšná kariéra obchodníka
Pak se stal účetním a úředníkem v amsterdamské společnosti. Věnoval se učení různých jazyků a vytvořil si na to vlastní metodu. Za dva roky se naučil nizozemsky, anglicky, francouzsky, španělsky, portugalsky, italsky a rusky. Když byl roku 1846 firmou přeložen do ruského Petrohradu, založil si zde vlastní velkoobchod. Úspěšně obchodoval po celém světě, roku 1850 na čas podnikal i v Kalifornii, kde obchodně profitoval z kalifornské zlaté horečky. V roce  1852 se vrátil do Petrohradu a oženil se s dcerou bohatého ruského obchodníka Jekatěrinou Lyščinovou.  Měli spolu tři děti, Sergeje (1855–1941), Natalii (1859–1869) a Naděždu (1861–1935).
Našel další obchodní příležitosti v průběhu Krymské války. Schliemann se vypracoval ve váženého petrohradského obchodníka, jednoho z nejbohatších lidí ve městě. Byl jmenován  soudcem  Obchodního soudu a ředitelem  Carské státní banky v Petrohradě.

### Nová životní etapa (archeologie)
V roce 1856 se naučil  řečtinu, aby mohl číst Homéra v originále. Když usoudil, že vydělal dostatek peněz (1858), rozhodl se studovat historii starého Řecka, aby mohl odjet pátrat po bájné a jím tolik obdivované Tróji. Rozhodnutí úspěšného obchodníka nikdo nechápal, ale on na něm trval. Navštívil  řadu míst v Evropě i mimo Evropu (Paříž, Japonsko, Čína, Skandinávie, Sýrie…). V roce 1866 se usadil v Paříži a soustředil se na  studium archeologie, historie, egyptské filologie.  V roce 1868 vyjel na studijní cestu do Řecka, odkud  pokračoval do Turecka. V severozápadní části Malé Asie (Troas) se dozvěděl o hypotéze, která  legendární město Tróju lokalizovala na pahorek Hissarlik.
Po návratu do Paříže  napsal knihu Ithaka, Peloponés a Trója, kterou v roce 1869 předložil univerzitě v Rostocku ve francouzské verzi spolu se svou publikací La Chine. Získal doktorský titul na filozofické fakultě. Ve stejném roce následovala cesta do Petrohradu a Spojených států, kde 29. března obdržel americké občanství a 30. června dosáhl rozvodu svého ruského pravoslavného manželství, které bylo v té době v Evropě nerozlučitelné. 
Vrátil se do Řecka, aby se 24. září 1869 oženil se sedmnáctiletou Sofií Engastroménosovou. Usadili se v Athénách a  7. května 1871 se mu narodila dcera Andromaché. V roce 1870 byl Schliemann zvolen členem–korespondentem  Řecké filologické společnosti v Konstantinopoli. 

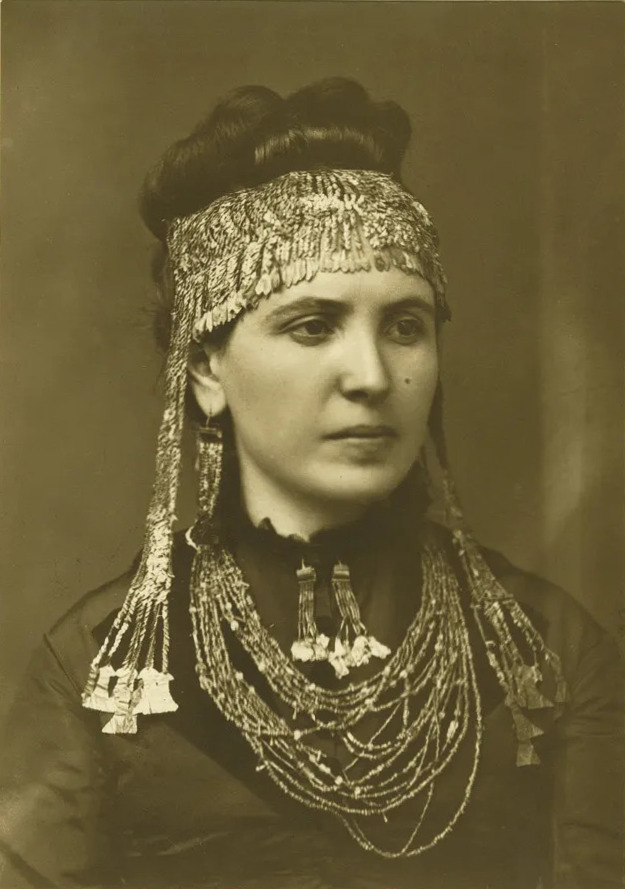
Sophia Schliemannová se zlatými šperky nalezenými na Hissarliku

Po vleklých průtazích spojených se získáním povolení zahájil v říjnu roku 1871 oficiální výkopy na kopci Hissarlik. Při hledání homérské Tróji pronikal do stále hlubších vrstev, narazil na zbytky kamenných staveb a  v květnu 1873  objevil městskou bránu (v jeho výkladu Skajská brána z Iliady), z níž vede široká ulice k domu, který interpretoval jako Priamův palác. Poblíž nalezl tzv. Priamův poklad s množstvím zlatých a stříbrných šperků, předmětů ze slonoviny, váz a ozdobných řetězů. Odmítl odevzdat Cařihradu polovinu svých nálezů, cennosti tajně vyvezl a v roce 1881 je daroval „německému národu jako dárek do věčného vlastnictví“. Turecké vládě zaplatil pokutu 50 000 franků, aby mohl pokračovat ve vykopávkách. Schliemann prohlásil, že Trója je nalezena a jeho úkol splněn, přestože pozdější vědecké výzkumy prokázaly, že jeho závěry byly nesprávné.   Vrstva, kterou Schliemann pokládal za homérskou  Tróju, je nyní datována do období 3 000 až 2 000 př. n. l. což je příliš brzy na to, aby se jednalo o místo trojské války popsané v  Illiadě.  Němečtí vědci mu  nadále upírali vytoužené profesní uznání, mnohými byl považován za diletanta. Jeho bezstarostný a z pozdějšího  pohledu nevědecký přístup k prvním vykopávkám v Hissarlıku zpočátku přinesl Schliemannovi mnoho kritiky. Větší ohlas měly jeho nálezy v Londýně. 
Na začátku roku 1874 Schliemann odcestoval do Mykén, aby pokračoval ve svém výzkumu po stopách lidí a míst zmíněných v Homérově Iliadě, zejména po Agamemnonově hrobce, o níž se domníval, že se nachází v Mykénách. Při vykopávkách v Mykénách se řídil díly dramatiků Aischyla a Euripida. Pracovala s ním i manželka Sophia. Na konci listopadu 1876 nalezl  několik šachtových hrobů  se zlatými předměty a cennou pohřební výbavou. Největší a nejpropracovanější byla  zlatá posmrtná maska, která se stala známou jako zlatá maska krále Agamemnóna. Během prací nalezl celkem 13 kilogramů zlatých předmětů. Ty byly řeckými úřady uloženy ve Státní bance v Aténách a nyní jsou k vidění v Národním archeologickém muzeu.
Koncem roku 1877 Schliemann přivezl Priamův poklad do Londýna, kde byl po dobu tří let vystaven v Kensingtonském muzeu.  Poté vzrostl i vědecký a veřejný zájem o Schliemannovo dílo v Německu. Nechal si postavit v Athénách neoklasicistní obytný palác Iliou Melathron. V březnu 1878 se mu narodil syn Agamemnón. 

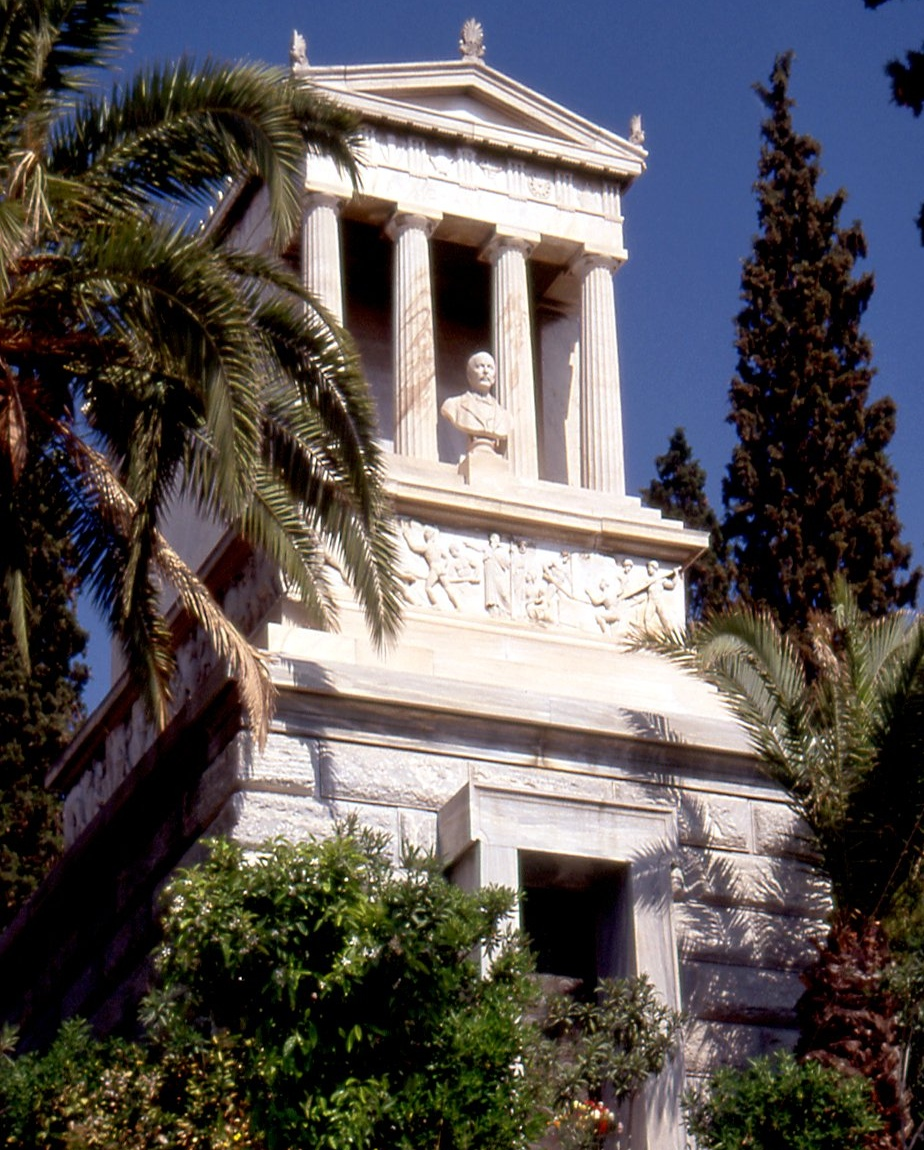
Schliemannovo mauzoleum v Athénách

V letech 1878–1879 vedl Schliemann nové vykopávky v Tróji, s podporou  mecenáše Rudolfa Virchowa. Na Hissarlik se vrátil ještě v roce 1882 a 1890. Postupoval již více metodicky a podařilo se rozlišit jednotlivé vrstvy Tróje.  V roce 1881 daroval Schliemann prostřednictvím Virchowa svou sbírku nálezů  německému národu a stal se čestným občanem Berlína a čestným členem Berlínské společnosti pro antropologii, etnologii a prehistorii. Výsledky svého bádání publikoval pod názvem Ilios a také vydal autobiografii. V roce 1882 byl jmenován externím členem Bavorské akademie věd a humanitních věd. V roce 1883 obdržel čestný doktorát na Oxfordské univerzitě a byl jmenován čestným členem Queen's College. 
V roce 1884 prováděl spolu s Wilhelmem Dörpfeldem velmi úspěšné vykopávky v Tírynsu, při nichž odkryli mykénský královský palác  s velkým arkádovým nádvořím, oltářem a komnatami s freskami, koupelnou a megaronem. Objev paláce poskytl vědcům hluboké znalosti o rozsahu, rozkvětu a zániku mykénské kultury.  V letech 1886–1888 pobýval v Egyptě, kde se zotavoval na své jachtě na Nilu a  pátral po hrobce Alexandra Velikého.
Schliemann zemřel 26. prosince 1890 v Neapoli  na následky komplikací po operaci ucha v německém Halle, odkud cestoval za rodinou do Athén na vánoční svátky. Jeho tělo bylo převezeno přáteli do Athén a pohřbeno ve velkolepém neoklasicistním mauzoleu navrženém Ernstem Zillerem na Prvním hřbitově v Aténách. 
Svými četnými publikacemi rozhodujícím způsobem podpořil zájem veřejnosti o seriózní archeologické výzkumy. Jeho zprávy o spojení mezi Tírynsem, Mykénami a Krétou přitáhly pozornost historiků k těmto místům. V odborných kruzích je proto Schliemann právem označován za "otce mykénské archeologie".

## Dílo (výběr)

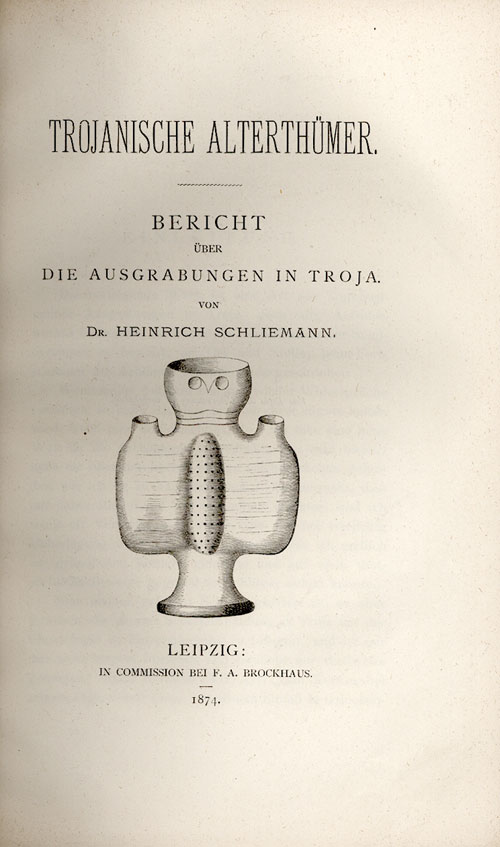
Titulní list 1. vydání spisu Trojské starožitnosti (1874)

- La Chine et le Japon au temps présent. Librairie centrale, Paříž 1867
- Cesta Čínou a Japonskem v roce 1865. Překlad do němčiny, Kostnice 1984.
- Ithaka, Peloponés a Trója. Archäologische Forschungen, Giesecke & Devrient, Leipzig 1869
- Trojské starožitnosti. Zpráva o vykopávkách v Tróji. F.A. Brockhaus, Lipsko 1874
- Mykény. Zpráva o mých výzkumech a objevech v Mykénách a Tírynsu. F.A. Brockhaus, Leipzig 1878
- Město a země Trójanů. Výzkumy a objevy v Troadě a speciální na staveništi v Tróji. F.A. Brockhaus, Leipzig 1881
- Orchomenos. Zpráva o mých vykopávkách v Boiótských Orchomenech. F.A. Brockhaus, Leipzig 1881
- Cesta v Troadě. Lipsko 1881
- Trója. Lipsko 1883.
- Tíryns. Lipsko 1886

## Zajímavosti
- Byl velmi nadaný na jazyky a měl vynikající paměť: Dorozuměl se až ve 13 jazycích (anglicky, nizozemsky, francouzsky, španělsky, italsky, portugalsky, rusky, starou a moderní řečtinou...). Učil se jich 25 během celého života a talent vždy zapíral. Na učení si vytvořil vlastní metodu, díky které se zvládl naučit jazyk za 6 týdnů. (Během svých studií ruštiny dostal Schliemann dvakrát výpověď z bytu pro rušení sousedů řečmi, jimž nikdo nerozumí.)
- Své deníky na cestách psal různými jazyky, vždy podle jazyka země, kde se zrovna nacházel.
- Nejspíš byl dítětem štěstěny: Když u holandských břehů ztroskotala loď, jedině jeho zavazadlo doplavalo téměř neporušené na pláž; jindy požár zničil celé dřevěné město krom pár domů kamenného hotelu, kde Schliemann nocoval.
- Když jel do Ameriky pátrat po nezvěstném bratrovi a dozvěděl se, že je již mrtev, nedalo mu to a přítomnosti na kontinentu využil k návštěvě amerického prezidenta ve Washingtonu.
- Oženil se s krásou neoplývající Kateřinou Petrovnou Lyšinovou, ale neúspěch v osobním životě kompenzoval úspěchy v obchodě. Jeho poslední manželkou však byla naopak velmi krásná, vzdělaná a inteligentní Řekyně Sophia, která se zúčastnila i jeho vykopávek nejen v Tróji
- Měl talent a možná jistou chladnokrevnou schopnost využít ku svému prospěchu všechno, co se namanulo. Například při požáru nakoupil suroviny, po kterých byla druhý den maximální poptávka.
- Zajímavá je také otázka jeho státní příslušnosti, neboť byl poddaným ruského cara, tedy občanem carského Ruska, a zároveň byl i právoplatným občanem Spojených států amerických a ke všemu i Němec.
- Priamův poklad  byl uložen v Berlíně v Prehistorickém muzeu. Během druhé světové války byl převezen do Pruské státní banky, odkud putoval do protileteckého krytu v berlínské ZOO. Nakonec byl odevzdán sovětským vojenským úřadům a dlouhá léta se předpokládalo, že se ztratil. V devadesátých letech 20. století bylo oficiálně oznámeno, že se nachází v Moskvě a v roce 1996 byl vystaven v Puškinově muzeu.  Vyskytly se však pochybnosti o pravosti těchto exponátů. [5] Další část sbírky, sestávající z keramických předmětů, byla ukryta na několika místech a během bombardování bylo téměř vše zničeno. Podařilo se zachránit jen část předmětů ze zámku Lebus.  [3]